# 相浦中里インターチェンジ
相浦中里インターチェンジ（あいのうらなかざとインターチェンジ）は、長崎県佐世保市愛宕町、中里町に設置されている西九州自動車道のインターチェンジである。
佐世保市相浦地域の最寄りインターチェンジ。

## 道路
- E35 西九州自動車道

## 接続する道路
- 長崎県道11号佐世保日野松浦線

## 歴史
- 2010年（平成22年）3月20日 : 相浦中里IC - 佐世保みなとIC間開通に伴い供用開始。
- 2011年（平成23年）9月13日 : 佐々IC - 相浦中里IC間開通。
- 2016年（平成28年）4月24日 ：道の駅させぼっくす 99(ナインティーナイン)開業[1]
- 2025年（令和7年）3月23日 : 佐々IC-佐世保中央ICが4車線化し、有料道路に移行。[2][3]

## 周辺
- 松浦鉄道西九州線 本山駅・上相浦駅 - 両駅のほぼ中間に設置されている。
- 相浦発電所
- 相浦警察署
- 相浦港
- 佐世保市中央卸売市場（水産市場）
- 佐世保市総合グラウンド
- 陸上自衛隊相浦駐屯地

## 隣
E35 西九州自動車道（佐世保道路）
(8)佐々IC - (7)相浦中里IC - (6)佐世保中央IC